# Рёконьская пустынь
Свято-Троицкая Рёконьская пустынь — недействующий монастырь, расположенный в Любытинском районе Новгородской области, ниже впадения в реку Реконьку Лебедина ручья.
В настоящее время восстанавливается церковь во имя покрова Пресвятой Богородицы, остальные постройки находятся в полуразрушенном состоянии.

## История
Монастырь основан в 1680 году, с 1685 года числился в ведении Тихвинского Успенского монастыря до упразднения в 1764 году в ходе церковной реформы Екатерины II.
В начале XIX века возродился благодаря Андрею Шапошникову, принявшему монашество, сан, а затем и схиму с именем Амфилохий.
В конце XIX века был построен Троицкий собор с колокольней, церковь во имя Покрова Пресвятой Богородицы.
После революции в пустыни был организован колхоз, и она постепенно пришла в упадок.
Во время Великой Отечественной войны войска вермахта разместили на территории монастыря штаб. Затем советские войска разместили свою санчасть. В ходе войны монастырь подвергался обстрелам, бомбёжкам, горел.

### Работы по воссозданию монастыря
Начиная с 2002 года, каждый год 22 августа, в день памяти старца Амфилохия, в бывший Свято-Троицкий Рёконьский монастырь собираются духовенство и паломники из Новгородской и Ленинградской областей, совершается Божественная литургия и служится панихида.
Поскольку здания храмов пришли в полный упадок, находиться в них было опасно. В связи с этим летом 2009 года по инициативе некоммерческого фонда «Автокосмос» и при участии волонтёров были начаты противоаварийные работы и работы по благоустройству территории монастыря. В постройках бывшего Свято-Троицкого монастыря были сделаны работы по восстановлению кровли, расчищены завалы, а крыши вычищены от кустарников, убран мусор, выровнен пол. В здании Троицкой церкви установлены окна.
Территория монастыря постепенно облагораживается. Построен жилой дом для братии, строится деревянный храм во имя святой блаженной Матроны Московской — первый за послереволюционную историю монастыря.